# تپه علی خرم‌آباد سفلی
تپه علی خرم‌آباد سفلی مربوط به عصر مس قدیم- دوره اشکانیان است و در شهرستان روانسر، روستای تپه خرم‌آباد سفلی واقع شده و این اثر در تاریخ ۲۳ شهریور ۱۳۸۲ با شمارهٔ ثبت ۱۰۱۵۹ به‌عنوان یکی از آثار ملی ایران به ثبت رسیده است.